# Alcampell
Alcampell (cũng gọi là El Campell ) là một đô thị trong tỉnh Huesca, Aragon, Tây Ban Nha. Theo điều tra dân số 2004 (INE), đô thị này có dân số là 849 người.
Đô thị này nằm ở độ cao 499 m trên mực nước biển, cách Huesca 98 km.

## Biến động dân số
| 1900  | 1910 | 1930 | 1940 | 1950  | 1960 | 1970 | 1978  | 1991  | 1996  | 2001 | 2004 |  |
| ----- | ---- | ---- | ---- | ----- | ---- | ---- | ----- | ----- | ----- | ---- | ---- |  |
| 1.863 | -    | -    | -    | 1.941 | -    | -    | 1.358 | 1.075 | 1.015 | 873  | 849  |  |